# Bol (muziek)
Bol is een term uit de Indiase muziek, en betekent: klank, of slagtechniek. Het meest bekend zijn de boles van de tabla, vanwege de grote populariteit van dit instrument. Een bol is een meestal eenlettergrepig onomatopee, dat de op het slagwerkinstrument geproduceerde klank symboliseert en voor notatie geschikt maakt.
Bols, uitsluitend op de dayan:
- TA
- TIN
- TE
- TIT
- RE

Bols, uitsluitend op de bayan:
- GHE
- KE
- KAT

Bols, waarbij bayan en dayan tegelijkertijd worden bespeeld:
- DHA (Ghe + Ta)
- DHIN (Ghe + Tin)
- DHERE